# Самарский лес
Самарский лес (укр. Самарський ліс) — лес в Самаровском и Павлоградском районах Днепропетровской области Украины, преимущественно на левом берегу реки Самары. Расположен вниз по течению от впадения в Самару реки Волчьей до поселка Черкасское. Длина — около 30 км, ширина — до 6 км, площадь — около 15 000 га.
Представляет собой большой участок старого пойменного и аренного леса, встречаются дуб, ясень, липа, клён, сосна, ольха. Участки естественного соснового леса (Самарский бор) считаются самым южным естественным хвойным лесом на территории Украины. Также на территории леса расположена естественная дубрава с возрастом деревьев до 300 лет.
На территории леса расположено большое количество заливных озёр, стариц, тростниковые и сфагновые болота. На расположенных посреди леса песчаных холмах сохранились остатки эндемичной песчаной степи.
Также ценность представляют участки биоценозов на правом берегу Самары, сочетающие байрачные леса и остатки целинной чернозёмной степи, сохранившейся в балках и оврагах.
На территории Самарского леса также произрастают типично северные растения — ятрышник болотный, любка двулистная.
Ряд обитающих здесь видов птиц — орел-могильник, орлан-белохвост, змееяд занесены в Красную книгу Украины.
Вблизи Самарского леса расположены два солончаковых лимана — Солёный Лиман и Булаховский Лиман, а также многочисленные солончаковые заливные луга и болота, служащие пристанищем большому количеству птиц — куликов, гусей, журавлей, лебедей и цапель.
Рядом с лесом построены многочисленные санатории и турбазы, на прилегающих лиманах сооружены грязелечебницы. В с. Андреевка функционирует международный Научно-учебный центр «Присамарский биосферный биогеоценологический стационар им. А. Л. Бельгарда».
На территории леса идёт восстановление древнего святилища «Велесов бугор».